# Pirnodus andinus
Pirnodus andinus är en kvalsterart som beskrevs av Baranek 1985. Pirnodus andinus ingår i släktet Pirnodus och familjen Pirnodidae. Inga underarter finns listade i Catalogue of Life.